# Yi Yuk-sa
Yi Yuk-sa (이육사) est le nom de plume, choisi à partir de son numéro de matricule en prison, de Yi Weon-rok (이원록, 李源祿), résistant et poète coréen.

## Biographie
Né en 1904 à Andong, ayant étudié au Japon, il entre en 1925 dans le groupe de résistance Uiyeoldan (義烈團, Groupe de Zèle ardent pour la Justice) qui se bat pour mettre fin à la colonisation du Japon. À la suite de l'attentat à la bombe de la banque Chosen à Daegu en 1927, il est condamné à trois ans de prison. À sa sortie, il passe un an à Pékin dans un camp d'entrainement militaire, l'Académie militaire de Joseon. Cependant, sa santé ne lui permet plus de continuer sur cette voie et il utilise dès lors la poésie pour faire passer son message et stimuler l'esprit de résistance. Ses œuvres majeures sont Cheval (Mal), Le Coucher du soleil (Hwanghon), L'apogée (Jeoljeong), Raisin blanc (Cheong podo) et Vaste plaine (Gwang-ya). 

## Décès
Alors qu'il se trouvait en Corée pour des affaires personnelles, il est arrêté une nouvelle fois en 1943 pour être extradé en Chine: il meurt en prison le 16 janvier 1944 à Pékin à l'âge de 39 ans. En 1960, son corps fut inhumé près de sa ville natale et en 1968, un monument commémoratif a été érigé à Andong. Un musée Lee Yuksa, dédié à la mémoire de sa littérature et à ses luttes indépendantistes, a été fondé juste à côté de sa ville natale.

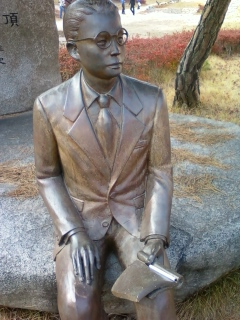
Statue de Lee Yuksa au Musée qui lui est dédié

## Œuvre
Yi Yuk-sa n'a officiellement écrit qu'une quarantaine de poèmes de son vivant, mais ses actes de résistance et son appel au soulèvement du peuple coréen contre le gouvernement colonial japonais a fait de son travail une référence littéraire en Corée. En 1939, il publie son poème le plus célèbre, Raisin blanc (Cheong podo). Il prenait soin d'écrire dans la tradition de la poésie lyrique coréenne, en écrivant en hangeul à un moment où la langue coréenne était interdite par le gouvernement japonais. En raison de la censure japonaise, il a dû développer une écriture à la fois symbolique et métaphorique. Néanmoins, le sens de ses poèmes est clair pour les Coréens, et c'est cette caractéristique qui fait que son travail est inclus dans la plupart des manuels scolaires en Corée du Sud. 
Après sa mort, son frère a publié quelques-unes de ses œuvres à titre posthume en 1946.